# 德普勒斯普林斯 (伊利諾伊州)
德普勒斯普林斯（英語：Depler Springs）是位於美國伊利諾伊州富爾頓縣的一個非建制地區。該地的面積和人口皆未知。

## 地理
德普勒斯普林斯的座標為40°25′59″N 90°11′04″W / 40.43306°N 90.18444°W，而該地的平均海拔高度為149米（即489英尺）。